# 최고기
최고기(본명: 최범규, 1991년 10월 22일~)는 대한민국의 인터넷 방송인이다.

## 출연

### 방송
- 2020년~2021년 《우리 이혼했어요》
- 2022년 《방구석 래퍼》 - Top20
- 2022년 《오은영의 금쪽 상담소》- 게스트
- 2022년 《우리 이혼했어요 2》
- 2022년 《쇼미더머니 11》 - 1차 예선 탈락